# David M. Allen
David M. Allen é um produtor musical, engenheiro acústico e operador de som britânico. Ele é mais conhecido por seu trabalho com bandas de new wave, synth-pop e rock gótico, incluindo The Cure, The Sisters of Mercy, The Chameleons, Depeche Mode, The Associates, The Human League, Clan of Xymox, Gianna Nannini, Shelleyan Orphan, entre outros. Ele também produziu o álbum Man, de Neneh Cherry's.
Não deve ser confundido com Dave Allen, fundador do selo World Domination Recordings e membro de bandas como Gang of Four, Shriekback, Low Pop Suicide, entre outras.